# Пензов, Иван Алексеевич
Иван Алексеевич Пензов (5 августа 1928 года, дер. Михайловка, Омская область, РСФСР, СССР — 21 января 2000 года, Москва, Россия) — советский и российский художник, народный художник РСФСР (1984).

## Биография
Родился 5 августа 1928 года в деревне Михайловка Омской области, был седьмым ребёнком в семье.
Закончил четырёхлетнюю школу, имел талант к рисованию, но мечтал водить паровозы, хотя и не видел их воочию, поступил в железнодорожное училище, но учёбе помешала война.
В 1943 году попал на фронт, приписав себе 3 года, был отправлен на курсы пулемётчиков в Ленинск-Кузнецкий, которые закончил с отличием. Был отправлен на фронт и попал на Курскую дугу. Самый главный и самый страшный бой 15-летний Иван принял на высоте у дер. Назаровка под Днепропетровском: накануне нового 1944 год гитлеровцы предприняли мощную атаку на высоту, и он вместе с другими бойцами в течение нескольких дней отразили 7 атак, после появления танков у противника вызывали на себя огонь артиллерии, побывали в рукопашной схватке, в один из последних дней обороны при обстреле позиций защитников из миномётов был контужен и захвачен в плен, его самого посчитали погибшим и внесли в список погибших вместе с жителями Назаровки. В плену пережил изощренные издевательства после отказа вступить в РОА, и должен был быть расстрелянным, но чудом остался жив и даже не ранен после расстрела, его заслонил и столкнул в ров один из красноармейцев. Ночью, выбравшись из рва с убитыми, пошел в сторону фронта и сумел перейти линию фронта, после двухнедельного лечения в лазарете, вернулся в строй.
В феврале 1944 был награждён орденом Отечественной войны ΙΙ степени и присвоено звание младший сержант: «За проявленное мужество и героизм в боях за высоту 137,7, побег из плена и, сохраненный комсомольский билет». При форсировании Днепра чуть не утонул, прошел Румынию, в Венгрии был ранен в голову и грудь. Осколок гранаты так и остался в легком. После долгого лечения определили Ι группу инвалидности и дали путевку в Дмитровский дом инвалидов Московской области, после войны был награждён орденом Отечественной войны I степени.
После войны окончил среднее образование в вечерней школе, затем сдал экзамены на истфак МГУ и в театральное училище, куда прошел по конкурсу, но в итоге выбрал художественное училище (точно не известно, где учился: возможно, в студии для инвалидов, а, по другим данным в Московском областном училище памяти 1905 года, но скорее всего, и там и там, поскольку в 1954 году студия инвалидов Великой Отечественной войны была присоединена к училищу).
Его работы были оценены самой Верой Мухиной и она записала его в мастерскую известного художника А. М. Герасимова. В годы учёбы проявил склонность к портретной живописи: одной из первых его работ стал парадный портрет И. В. Сталина (1949), в дальнейшем последовала серия из почти пятисот портретов деятелей советского государства.
Автор картин, посвященных подвигу А. Очкина, повторившего подвиг Александра Матросова, Вани Федорова, раненного в руки, бросившегося под фашистский танк со связкой гранат, комсомолки Зою Рухадзе, не выдавшая на допросе своих, подвиг санинструктора Наташи Качуевской, именем которой названа улица в Москве, и подвиг матросов-коммунистов на Курилах и многих других.
В 1976 году создаёт портрет Валентина Сорокина, отражающий внутреннюю сосредоточенность и экспрессию, свойственные поэту. Автор полотна «Память», написанного в 1978 года и в том же году состоялась его персональная выставка в Центральном доме Советской Армии имени М. В. Фрунзе.

«С портретов художника Пензова смотрит суровое и героическое время великой Отечественной войны… Воин, побывавший в самых трудных боевых переделках, какие только бывают на фронте, Иван Пензов проявил в своей работе художника большую стойкость, похвальное трудолюбие, настоящую творческую одержимость»— Маршал Советского Союза И. Х. Баграмян, О творчестве И. А. Пензова
По рекомендации И. Э. Грабаря, занимался работами по реставрации и обновлению росписей в Воскресенском соборе Волоколамска, построенного в XV веке, в дальнейшем была помощь в реставрации и обновлении росписей Елоховского собора в Москве. В общей сложности художник работал в более чем двадцати церквях и соборах.
К трёхсотлетию Российского флота за 2 года было написано 45 портретов советских флотоводцев.
В конце 1990-х годов написал портрет первого президента Татарстана — М. Ш. Шаймиева и президента Белоруссии — А. Г. Лукашенко.
Автор монументального полотна «Сердце Виталия Банивура».
Иван Алексеевич Пензов умер 21 января 2000 года.
Его работы находятся в 62 музеях России, ближнего и дальнего зарубежья, в том числе: Третьяковской галерее, Музее Победы на Поклонной горе, В Белгородском художественном музее, его полотно «Солнечные пятна» было куплено Лувром.

## Награды
- Орден Отечественной войны Ι степени
- Орден Отечественной войны ΙΙ степени (1944)
- Народный художник РСФСР (1984)
- Заслуженный деятель искусств РСФСР (1976)
- Лауреат премии имени М. Б. Грекова